# Edward Arnold

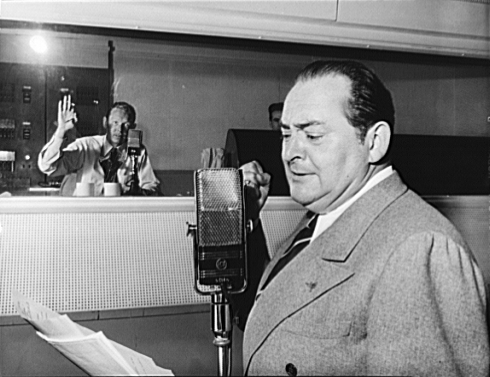
Edward Arnold (1942)

Edward Arnold (* 18. Februar 1890 in New York City als Günther Edward Arnold Schneider; † 26. April 1956 in Encino, Kalifornien) war ein US-amerikanischer Schauspieler.

## Leben
Günther Edward Arnold Schneider wurde in New York City als Sohn deutscher Einwanderer geboren. Bereits im Alter von zwölf Jahren stand er erstmals im Kaufmann von Venedig auf der Bühne. Sein professionelles Debüt gab er 1907 an der Seite von Ethel Barrymore. Nach einigen kleineren Filmrollen spielte Arnold seine erste bedeutende Rolle 1916 in The Misleading Lady an der Seite von Henry B. Walthall. Bis 1919 trat er in zahlreichen Stummfilmen auf, ging dann zur Bühne zurück und kehrte erst wieder 1932 zum Film zurück. In seiner frühen Filmkarriere spielte er häufiger Hauptrollen, etwa in Diamanten-Jim aus dem Jahre 1935, wo er den amerikanischen Millionär James Buchanan Brady verkörperte. Diesen sollte er auch nochmals 1940 im Film Lillian Russell spielen. Ein weiterer Erfolg war für ihn die Rolle des nur an materiellen Wohlstand interessierten Geschäftsmannes Barney Glasgow im oscarprämierten Filmdrama Nimm, was du kriegen kannst (1936).
Arnold spielte in fast 150 Spielfilmen, am bekanntesten sind heute vor allem seine Darstellungen von skrupellosen Tycoonen in drei Filmen von Frank Capra: Während seine Figur eines rücksichtslosen Bankiers sich in Lebenskünstler (1938) am Ende des Filmes bessert, spielte er in Mr. Smith geht nach Washington (1939) und Hier ist John Doe (1941) korrupte Millionäre, die nach politischer Macht greifen. In den Kriminalfilmen Eyes in the Night und The Hidden Eyes spielte Arnold die Rolle des blinden, aber brillanten Detektives Duncan Maclain. Edward Arnold war bis zu seinem Tod als Schauspieler aktiv und arbeitete in späteren Jahren ebenfalls als Radio- und Fernsehschauspieler. Von 1940 bis 1942 fungierte er als Präsident der Screen Actors Guild.
Der dreimal verheiratete Schauspieler hatte drei Kinder. Er starb im Alter von 66 Jahren an den Folgen einer Hirnblutung.

## Filmografie (Auswahl)
- 1916: The Strange Case of Mary Page
- 1916: The White Alley (Short)
- 1916: The Misleading Lady
- 1932: Three on a Match
- 1933: Secret of the Blue Room
- 1933: Liebeslied der Wüste (The Barbarian)
- 1933: Dinner um acht (Dinner at Eight)
- 1933: Die weiße Schwester (The White Sister)
- 1933: Ich bin kein Engel (I’m No Angel)
- 1933: Skandal in Rom (Roman Scandals)
- 1933: Whistling in the Dark
- 1934: Prinzessin für 30 Tage (Thirty-Day Princess)
- 1934: Sadie McKee
- 1934: Hide-Out
- 1935: Der gläserne Schlüssel (The Glass Key)
- 1935: Diamanten-Jim (Diamond Jim)
- 1935: Schuld und Sühne (Crime and Punishment)
- 1935: Was geschah gestern? (Remember Last Night?)
- 1936: Nimm, was du kriegen kannst (Come and Get It)
- 1936: Meet Nero Wolfe
- 1937: Mein Leben in Luxus (Easy Living)
- 1938: Schnelle Fäuste (The Crowd Roars)
- 1938: Lebenskünstler (You Can’t Take It With You)
- 1939: Idiot’s Delight
- 1939: Mr. Smith geht nach Washington (Mr. Smith Goes to Washington)
- 1940: Lillian Russell
- 1940: Johnny Apollo
- 1941: Hier ist John Doe (Meet John Doe)
- 1941: Nothing But the Truth
- 1941: Der Teufel und Daniel Webster (All That Money Can Buy)
- 1941: Der Tote lebt (Johnny Eager)
- 1942: Die Spur im Dunkel (Eyes in the Night)
- 1944: Kismet
- 1944: Janie
- 1944: Tagebuch einer Frau (Mrs. Parkington)
- 1945: Broadway Melodie 1950 (Ziegfeld Follies)
- 1945: Weekend im Waldorf (Week-End at the Waldorf)
- 1947: Der Windhund und die Lady (The Hucksters)
- 1947: Meine bessere Hälfte (Dear Ruth)
- 1948: Command Decision
- 1949: Spiel zu dritt (Take Me Out to the Ball Game)
- 1950: Der Unglücksrabe (The Yellow Cab Man)
- 1950: Duell in der Manege (Annie Get Your Gun)
- 1952: Im Dutzend heiratsfähig (Belles on Their Toes)
- 1953: Chicago – 12 Uhr Mitternacht (City That Never Sleeps)
- 1954: Der sympathische Hochstapler (Living It Up)
- 1956: Die große und die kleine Welt (The Ambassador's Daughter)